# Torrione del Cinquantenario
La Torre del Cinquantenario nota anche come Torrione del Cinquantenario è un alto monte 1743 m della Grigna meridionale e fa parte del Gruppo delle Grigne; è situato sopra il territorio di Lierna.
Il monte del Cinquantenario, di particolare forma, adiacente alla Torre Cecilia si trova di fronte al Rifugio Rosalba, ed è stato disegnato da Leonardo da Vinci, tra  il 1505 e il 1510, durante i suoi soggiorni nelle rive del Lago Como e i suoi cammini nei sentieri della Grignetta citati nel suo Codice Atlantico, il disegno del Torrione del Cinquantenario fa parte del Codice Windsor (al foglio 12406).